# Bill Mackey
Bill Mackey (n. 15 decembrie 1927, Dayton, Ohio – d. 29 iulie 1951, Winchester, Indiana) a fost un pilot de curse auto american care a evoluat în Campionatul Mondial de Formula 1 în sezonul 1951.
1. 1 2  William Gretsinger, Find a Grave, accesat în 9 octombrie 2017